# Atlético Clube Juventus
Atlético Clube Juventus é um clube de futebol brasileiro, sediado na cidade de Rio Branco, no Estado do Acre. Suas principais conquistas são 2 títulos do Torneio Integração da Amazônia e 14 do Campeonato Acreano, sendo o segundo time mais tradicional do Acre.
O Juventus possui um estádio próprio, o Estádio Dom Giocondo Maria Grotti, com capacidade antiga que girava em torno de 8.000 torcedores, mas que não é mais utilizado em partidas oficiais. Hoje, o estádio virou o centro de treinamento do clube. Atualmente manda seus jogos na Arena da Floresta. 
Suas cores oficiais são bordô, preto e branco.

## História
O Juventus foi fundado em 1 de março de 1966, em Rio Branco. Seus fundadores foram Elias Mansour Simão Filho, José Aníbal Tinôco, padre Antônio Aneri, Dinah Gadelha Dias, Valter Félix de Souza e dona Iolanda Souza e Silva. O padre italiano Antônio Aneri foi o primeiro presidente e também responsável por dar nome ao clube, inspirado nos times de seu país natal, a Juventus, com as cores do Torino, seu arquirrival, ambos de Turim, Itália.
A primeira e atual sede do Clube do Povo foi doação da Prelazia do Acre e Purus, a sede levou o nome de Dom Giocondo Grotti, que é patrono maior do clube.
O Juventus foi ousado e foi campeão estadual logo em seu primeiro ano de existência. O time campeão estava assim escalado: Zé Augusto; Carlos Mendes, Pedro Louro, Júlio D’Anzicourt e Estevão; Carreon e Romeu; Elízio, Touca, Airton e Ernani.
Foi a primeira equipe acreana a excursionar pelo exterior, fazendo jogos na Bolívia e no Peru.
O clube teve seu grande momento nas décadas de 70 e 80, quando conquistou oito campeonatos estaduais. Após o título de 1996, o Juventus fechou seu departamento de futebol, licenciando-se do profissionalismo. A partir daí, passou a disputar apenas campeonatos das categorias de base.
Em 2003 o Juventus retornou ao profissionalismo , a volta do clube ao futebol só foi possível após a parceria com a empresa Takeda. Na sua volta, ainda conseguiu chegar à final do estadual de 2004, perdendo o título para o Rio Branco. Entretanto, em 2007, devido à dívidas pendentes, o clube viu-se forçado a efetuar um novo pedido de afastamento dos gramados junto à Federação de Futebol do Estado do Acre, não disputando o estadual do mesmo ano.
Em 2009, após um longo jejum de treze anos, o Juventus conquistou o Campeonato Acreano. Na ocasião, conquistou os dois turnos do campeonato, derrotando nas finais Rio Branco e Náuas. O curioso é que em ambas as decisões, o resultado no tempo normal foi de empate. Com isso, o Juventus conquistou os dois turnos nos pênaltis.
Em 2014 abriu mão de disputar o Campeonato Acriano e se licenciou e não retornou.

## Títulos

### Futebol

#### Competições oficiais
| ESTADUAIS | ESTADUAIS          | ESTADUAIS | ESTADUAIS                                                                           |
|           | Competição         | Títulos   | Temporadas                                                                          |
| --------- | ------------------ | --------- | ----------------------------------------------------------------------------------- |
|           | Campeonato Acriano | 14        | 1966, 1969, 1975, 1976, 1978, 1980, 1981, 1982, 1984, 1989, 1990, 1995, 1996 e 2009 |
|           | Torneio Início     | 10        | 1967, 1969, 1973, 1976, 1979, 1984, 1988, 1989, 2003 e 2012                         |

#### Competições não-oficiais
| Torneios nacionais | Torneios nacionais        | Torneios nacionais | Torneios nacionais                         |
|                    | Competição                | Títulos            | Temporadas                                 |
| ------------------ | ------------------------- | ------------------ | ------------------------------------------ |
|                    | Copa Amazônia             | 2                  | 1981 e 1982[carece de fontes?]             |
| Torneios estaduais |                           |                    |                                            |
|                    | Competição                | Títulos            | Temporadas                                 |
| Acre               | Torneio do Povo           | 1                  | 1978[carece de fontes?]                    |
| Acre               | Taça Cidade de Rio Branco | 4                  | 1968, 1978, 1980 e 1988[carece de fontes?] |

#### Categorias de base
Juniores
| Estaduais | Estaduais                 | Estaduais | Estaduais               |
|           | Competição                | Títulos   | Temporadas              |
| --------- | ------------------------- | --------- | ----------------------- |
| Acre      | Campeonato Acriano Sub-20 | 4         | 2003, 2004, 2005 e 2008 |

Juvenis
| Estaduais | Estaduais                  | Estaduais | Estaduais  |
|           | Competição                 | Títulos   | Temporadas |
| --------- | -------------------------- | --------- | ---------- |
| Acre      | Copa Antônio Aquino Sub-17 | 1         | 2013       |

### Esportes olímpicos

#### Basquete
| Estaduais | Estaduais          | Estaduais | Estaduais               |
|           | Competição         | Títulos   | Temporadas              |
| --------- | ------------------ | --------- | ----------------------- |
| Acre      | Campeonato Acriano | 4         | 1994, 2000, 2003 e 2004 |

#### Handebol
| Estaduais | Estaduais                     | Estaduais | Estaduais  |
|           | Competição                    | Títulos   | Temporadas |
| --------- | ----------------------------- | --------- | ---------- |
| Acre      | Campeonato Acriano - Feminino | 1         | 2001       |

## Confrontos em Competições Nacionais e Regionais[9]
Atualizado em 7 de Setembro de 2017
| Pos | Equipes          | J | V | E | D | GP | GC | SG |
| --- | ---------------- | - | - | - | - | -- | -- | -- |
| 1   | Rio Negro-AM     | 2 | 1 | 0 | 1 | 1  | 1  | 0  |
| 2   | Cruzeiro         | 2 | 0 | 1 | 1 | 1  | 5  | -4 |
| 3   | Atlético Roraima | 1 | 1 | 0 | 0 | 3  | 1  | +2 |
| 3   | Atlético Mineiro | 1 | 0 | 0 | 1 | 0  | 7  | -7 |

## Desempenho em competições oficiais

### Participações
|  | Participações em 2020 |

| Competição | Competição         | Temporadas | Melhor campanha             | Estreia | Última | P | R |
| Acre       | Campeonato Acreano | 39         | Campeão (14 vezes)          | 1966    | 2013   |   | – |
| Brasil     | Copa do Brasil     | 3          | 1ª fase (1990, 1996 e 2010) | 1990    | 2010   |   |   |

### Competições nacionais
O Juventus não obteve sucesso em competições nacionais, participou três vezes da Copa do Brasil e foi eliminado na primeira fase nas três participações: Rio Negro de Manaus em 1990, Cruzeiro de Belo Horizonte em 1996 e Atlético Mineiro, conterrâneo do último em 2010. Em sua última participação perdeu de 7-0 em Rio Branco.
1990
Em 1990 o Acre tinha a sua segunda participação na Copa Nacional, sendo que o Juventus estreava, seu rival era o tradicional Rio Negro, que até então era um dos clubes mais respeitados da Região Norte, mas o Juventus mostrou que o futebol acreano não deixava muito a desejar perante o futebol amazonense, porém, foi eliminado nos pênaltis.
- 22 de Junho de 1990 - Juventus 1x0 Rio Negro; Estádio José de Melo.
- 27 de Junho de 1990 - Rio Negro 1x0 Juventus, nos penalts 4-3 para o clube de Manaus; Estádio Ismael Benigno(Colina)

1996
Em 1996 o Juventus enfrentou nada mais nada menos que o futuro campeão Cruzeiro de Belo Horizonte, no jogo em Rio Branco o clube se segurou, mas não evitou a goleada na volta e a eliminação.
- 13 de Março de 1996 - Juventus 1x1 Cruzeiro; Estádio José de Melo.[10]
- 20 de Março de 1996 - Cruzeiro 4-0 Juventus, Estádio da Independência.

2010
A terceira participação do clube não foi como o esperado e foi eliminado em casa no único jogo com uma goleada de 7-0.
- 24 de Fevereiro de 2010 - Juventus 0-7 Atlético Mineiro; Arena da Floresta[12]

O Juventus, apesar de ser o segundo maior clube do estado do Acre nunca disputou o Campeonato Brasileiro de Futebol, independente da divisão, o clube já conseguiu a vaga em diversas oportunidades, porém, sempre desistia de assumi-la.
Copa do Brasil
| Ano  | 1990 | 1991 | 1992 | 1993 | 1994 | 1995 | 1996 | 1997 | 1998 | 1999 |
| Pos. | 17º  | —    | —    | —    | —    | —    | 21º  | —    | —    | —    |
| Ano  | 2000 | 2001 | 2002 | 2003 | 2004 | 2005 | 2006 | 2007 | 2008 | 2009 |
| Pos. | —    | —    | —    | —    | —    | —    | —    | —    | —    | —    |
| Ano  | 2010 | 2011 | 2012 | 2013 | 2014 | 2015 | 2016 | 2017 | 2018 | 2019 |
| Pos. | 62º  | —    | —    | —    | —    | —    | —    | —    | —    | —    |
| ---- | ---- | ---- | ---- | ---- | ---- | ---- | ---- | ---- | ---- | ---- |

### Competições estaduais
Campeonato Acriano
| Ano  | 1960 | 1961 | 1962 | 1963 | 1964 | 1965 | 1966 | 1967 | 1968 | 1969 |
| Pos. | —    | —    | —    | —    | —    | —    | 1º   |      | 2º   | 1º   |
| Ano  | 1970 | 1971 | 1972 | 1973 | 1974 | 1975 | 1976 | 1977 | 1978 | 1979 |
| Pos. | 2º   |      | 2º   |      | 2º   | 1º   | 1º   |      | 1º   | 2º   |
| Ano  | 1980 | 1981 | 1982 | 1983 | 1984 | 1985 | 1986 | 1987 | 1988 | 1989 |
| Pos. | 1º   | 1º   | 1º   |      | 1º   | 2º   | 2º   | 2º   |      | 1º   |
| Ano  | 1990 | 1991 | 1992 | 1993 | 1994 | 1995 | 1996 | 1997 | 1998 | 1999 |
| Pos. | 1º   | 2º   | —    | —    | 2º   | 1º   | 1º   | —    | —    | —    |
| Ano  | 2000 | 2001 | 2002 | 2003 | 2004 | 2005 | 2006 | 2007 | 2008 | 2009 |
| Pos. | —    | —    | —    | 3º   | 2º   | 3º   | 5º   | —    | 2º   | 1º   |
| Ano  | 2010 | 2011 | 2012 | 2013 | 2014 | 2015 | 2016 | 2017 | 2018 | 2019 |
| Pos. | 4º   | 4º   | 5º   | 5º   | —    | —    | —    | —    | —    | —    |
| ---- | ---- | ---- | ---- | ---- | ---- | ---- | ---- | ---- | ---- | ---- |

Legenda:
| Campeão Vice-campeão |

## Artilheiros
| Artilharia | Artilharia         | Artilharia | Artilharia |
| Atleta     | Competição         | Ano        | Gols       |
| ---------- | ------------------ | ---------- | ---------- |
| Ivo        | Campeonato Acriano | 1989       | 4          |
| Gilmar     | Campeonato Acriano | 1990       | 4          |
| Sairo      | Campeonato Acriano | 1995       | 11         |
| Sairo      | Campeonato Acriano | 1996       | 16         |
| Araújo     | Campeonato Acriano | 2008       | 9          |
| Jô         | Campeonato Acriano | 2011       | 11         |

## Símbolos

### Mascote
O mascote do Juventus é a águia, que nos últimos anos foi inserida no escudo junto com a maior alcunha do clube: "O Clube do Povo".

### Uniforme
Seu uniforme é camisa bordô, calção preto e meias pretas. Ainda não se sabe se isso tem alguma ligação com o Juventus de São Paulo.

### Escudo
1º escudo
O primeiro escudo foi usado até o final dos anos 70, era circular e parecido com o escudo do Bahia, nele tinham as cores bordô e preta, foi esse o escudo mais simpático do clube.
2º escudo
Foi usado entre 1980 e 1990, e era apenas um acrônimo ACJ inserido num círculo de cor bordô.
3º escudo
O terceiro escudo é mais moderno, com dois círculos e uma águia sobreposta aos dois. Na parte superior está o nome do clube, na inferior, a alcunha "O Clube do Povo".

## Ídolos
| - Aníbal Tinôco - Antônio Maria - Carlinhos Bonamigo - Dadão - Elízio - Emilson Péricles - Escurinho |  | - Adriano Louzada - Jorge Jacaré - Mariceldo - Mauro - Mustafa - Nego Mansour - Nemetala - Josman - Sairo - Zito |

## Rivalidade
O Juventus protagoniza junto com o Rio Branco o maior clássico do futebol acreano, os dois disputam um clássico nomeado de "Pai e Filho". Fora o Rio Branco, o clube tem rivalidades com o Independência e o Atlético Acreano.